# Samuel Mason
Samuel Ross Mason, también deletreado Meason (8 de noviembre de 1739-1803), fue un pirata y capitán de la milicia de Virginia, en la frontera oeste estadounidense, durante la Guerra de Independencia Estadounidense. Después de la guerra, se convirtió en el líder de la Mason Gang, una banda criminal de piratas fluviales y salteadores de caminos que operaron en la parte baja del río Ohio y el río Mississippi a fines del siglo XVIII y principios del XIX. Estaba asociado con forajidos alrededor de Henderson, Kentucky; Cave-in-Rock, Illinois; Stack Island, Mississippi y Natchez Trace, Tennessee.

## Primeros años de vida
Mason nació en Norfolk en el estado de Virginia, y se crio en lo que ahora es Charles Town, West Virginia, anteriormente parte del gran estado de Virginia. Según el historiado estadounidense, Lyman Draper, en la década de 1750, Mason tuvo su primer comienzo en el crimen cuando era adolescente, al robar los caballos al coronel John L. Hite, en el condado de Frederick, Virginia, siendo herido y atrapado por sus perseguidores. Se mudó entonces desde Charles Town a lo que ahora es el condado de Ohio, West Virginia, también en ese momento parte de Virginia, alrededor de 1773.

## Servicio de la Guerra Revolucionaria Americana
Durante la Revolución Americana, Samuel Mason fue capitán de la Milicia del Condado de Ohio, denominadas como Fuerzas del Estado de Virginia. Según las actas de la corte del condado de Ohio, fechadas el 7 de enero de 1777, se recomendó a Mason al servicio de Patrick Henry, el entonces gobernador de Virginia, para servir como capitán de las milicias. El 28 de enero, estando presente fue citado como capitán del condado de Ohio a un "consejo de guerra" celebrado en Catfish Camp. Catfish Camp estaba ubicado en o cerca de la actual Washington, Pensilvania.
El 8 de junio de 1777, Mason escribió una carta desde Fort Henry, Virginia, ahora Wheeling, West Virginia, al general de brigada Edward Hand, en Fort Pitt, Pennsylvania, ahora Pittsburgh, Pensilvania. La carta que escribió fue firmada como Samuel Meason. El 1 de septiembre de 1777, el capitán Mason resultó herido durante una emboscada de los nativos americanos cerca de Fort Henry pero sobrevivió. La mayoría de los hombres de su compañía de milicianos de Virginia perecieron durante el ataque.
Del 11 de agosto al 14 de septiembre de 1779, Samuel Mason, mientras estaba en Fort Henry, acompañó al Coronel Daniel Brodhead y su 8º Regimiento de Pensilvania del Ejército Continental combinado con tropas de la milicia de Fort Pitt para destruir diez aldeas tribales pertenecientes a los pueblos originarios alineados con los intereses británicos, específicamente del pueblo Seneca en el noreste de Pensilvania durante la Expedición Sullivan en represalia por los devastadores ataques de la tribu de los iroqueses en las masacres de Cobleskill, Wyoming Valley y Cherry Valley de 1778.
Según los registros de la corte marcial del condado de Ohio, Virginia, el capitán Mason todavía estaba de servicio como oficial en la milicia de Virginia del condado de Ohio en Fort Henry hasta 1781. Apareció en los consejos de guerra y estuvo presente como testigo en procedimientos militares contra otros soldados. Samuel Mason compareció dos veces en el juzgado del condado de Ohio en Wheeling, siendo estas el 7 de noviembre de 1780 y el 7 de mayo de 1781.

## Actividades lícitas
En su libro, The Outlaws of Cave-In-Rock, Otto A. Rothert afirmó que Samuel Mason se mudó nuevamente, en 1779, a alguna parte del estado Virginia, al este de Wheeling, que ahora se encuentra en el actual condado de Washington, Pensilvania, allí él fue elegido juez de paz y luego seleccionado como juez asociado; de allí impartió leyes hacia un área que entonces era parte de Virginia y ahora en la actualidad es parte del estado de Kentucky, desde 1784. El apellido de Mason se deletreaba indistintamente como Meason en muchos de los primeros registros fronterizos. Esto se explica en dos historias familiares de la familia Mason/Meason, Pioneer Period y Pioneer People of Fairfield County, Ohio, de CML Wiseman, con fecha de 1901, y Torrence and Allied Families de Robert M. Torrence, con fecha de 1938.

## Actividades ilícitas
A principios de la década de 1790, Samuel Mason se mudó con su familia a Red Banks en el río Ohio, ahora Henderson, Kentucky, donde comenzó sus actividades delictivas a tiempo completo. Más tarde se instaló río abajo en Diamond Island, una isla ubicada en el rio Ohio y desde allí se dedicó a la piratería fluvial. Para 1797, Mason trasladó la base de sus operaciones río abajo hasta Cave-in-Rock a orillas del río de Illinois en el Territorio del Noroeste de Estados Unidos. La pandilla de Mason llena de piratas fluviales se estableció abiertamente en el prominente hito del río Ohio conocido como Cave-in-Rock, una enorme cueva refugio. Samuel Mason tuvo una breve asociación con los primeros asesinos en serie conocidos en Estados Unidos, tales como Micayá y Wiley Harpe, los Harper Brothers; así como con Peter Alston, y posiblemente con John Duff, el falsificador de monedas. Mason y su pandilla se quedaron en Cave-In-Rock hasta el verano de 1799, cuando fueron expulsados por los "Exterminadores", un grupo de vigilantes clandestinos bajo el liderazgo del Capitán Young del condado de Mercer, Kentucky.
Samuel Mason trasladó sus operaciones río abajo por el río Mississippi y estableció a su familia en el territorio de la Luisiana española, ahora el actual estado de Misuri, y se convirtió en salteador de caminos a lo largo de Natchez Trace en el territorio de Misisipi, ahora parte del actual estado de Misisipi. Fue en Natchez Trace donde Mason recibió su apodo más infame. Dejaría un mensaje después de cada crimen (a menudo en la sangre de sus víctimas asesinadas) declarando con orgullo: "Hecho por Mason of the Woods". En abril de 1802, el gobernador territorial de Mississippi, William CC Claiborne, fue informado de que Mason y Wiley Harpe habían intentado abordar el barco del coronel Joshua Baker entre Yazoo, ahora Yazoo City, Mississippi, y Walnut Hills, ahora Vicksburg, Mississippi.

## Apariencia física
Un sujeto de nombre Swaney, que visitaba a menudo a Samuel Mason, describió su apariencia: "Pesaba alrededor de doscientas libras y era un hombre atractivo. Era más bien modesto y sin pretensiones, y no tenía nada de la apariencia de cabeza en carne viva y huesos ensangrentados que su carácter indicaría". Otro hombre, Henry Howe, describió a Mason como: "... un hombre de estatura gigantesca y de talentos más que ordinarios". Un tal William Darby también lo describió de la siguiente manera: "Mason en cualquier momento de su vida o en cualquier situación, tenía algo extremadamente feroz en su mirada, que surgía particularmente de un diente que sobresalía hacia adelante, y solo podía cubrirse con el labio con esfuerzo. ".

## Arresto, fuga y muerte.
Según los registros de la corte del Virreinato de Nueva España, los funcionarios del gobierno español arrestaron a Samuel Mason y su banda de piratas, a principios de 1803, en el asentamiento de Little Prairie, ahora Caruthersville, en el sureste de Missouri. Mason y su pandilla, incluidos los miembros de su familia, fueron llevados al gobierno colonial español en Nuevo Madrid, Misuri, territorio español de la Alta Luisiana, a lo largo del río Mississippi, donde se llevó a cabo una audiencia de tres días para determinar si Mason estaba realmente involucrado en la piratería fluvial. ya que había sido acusado formalmente de este delito.
Aunque afirmó que era simplemente un granjero, que había sido calumniado por sus enemigos, la peculiar presencia de 7,000 dólares en efectivo y veinte cueros cabelludos humanos encontrados en su equipaje fue la evidencia condenatoria que convenció a los españoles de que en realidad era un pirata. Mason y su familia fueron llevados, bajo vigilancia armada, a Nueva Orleans, la capital del territorio español de la Baja Luisiana, donde el gobernador colonial ordenó que fueran entregados a las autoridades estadounidenses en el territorio de Mississippi, ya que todos los delitos por los que habían sido condenados parecieron haber tenido lugar en territorio americano o contra barcos mercantes fluviales americanos.
Mientras era transportado por el río Mississippi, Samuel Mason y los pandilleros John Sutton o Setton, uno de los muchos alias utilizados por Wiley Harpe, y James May, alias de Peter Alston, dominaron a sus guardias y escaparon, Mason recibió un disparo en la cabeza durante la fuga. Uno de los periódicos de 1803 afirmó que el Capitán Robert McCoy, el comandante de Nuevo Madrid, fue asesinado por Mason durante su fuga. McCoy en realidad murió en 1840, y Mason no lo lisió ni lo mató.
El gobernador territorial estadounidense William CC Claiborne emitió de inmediato una recompensa por su recuperación, lo que llevó a Wiley Harpe y Peter Alston a entregar la cabeza de Mason, en un intento por reclamar el dinero de la recompensa. Nunca se ha establecido si mataron a Mason o si murió a causa de la herida sufrida en el intento de fuga. "Setton" y "May" fueron reconocidos e identificados como los criminales buscados Wiley Harpe y Peter Alston que habían escapado en su traslado junto con Mason. Fueron arrestados, juzgados en un tribunal federal de EE. UU., encontrados culpables de piratería y ahorcados en Old Greenville, condado de Jefferson, territorio de Mississippi a principios de 1804.

## Galería

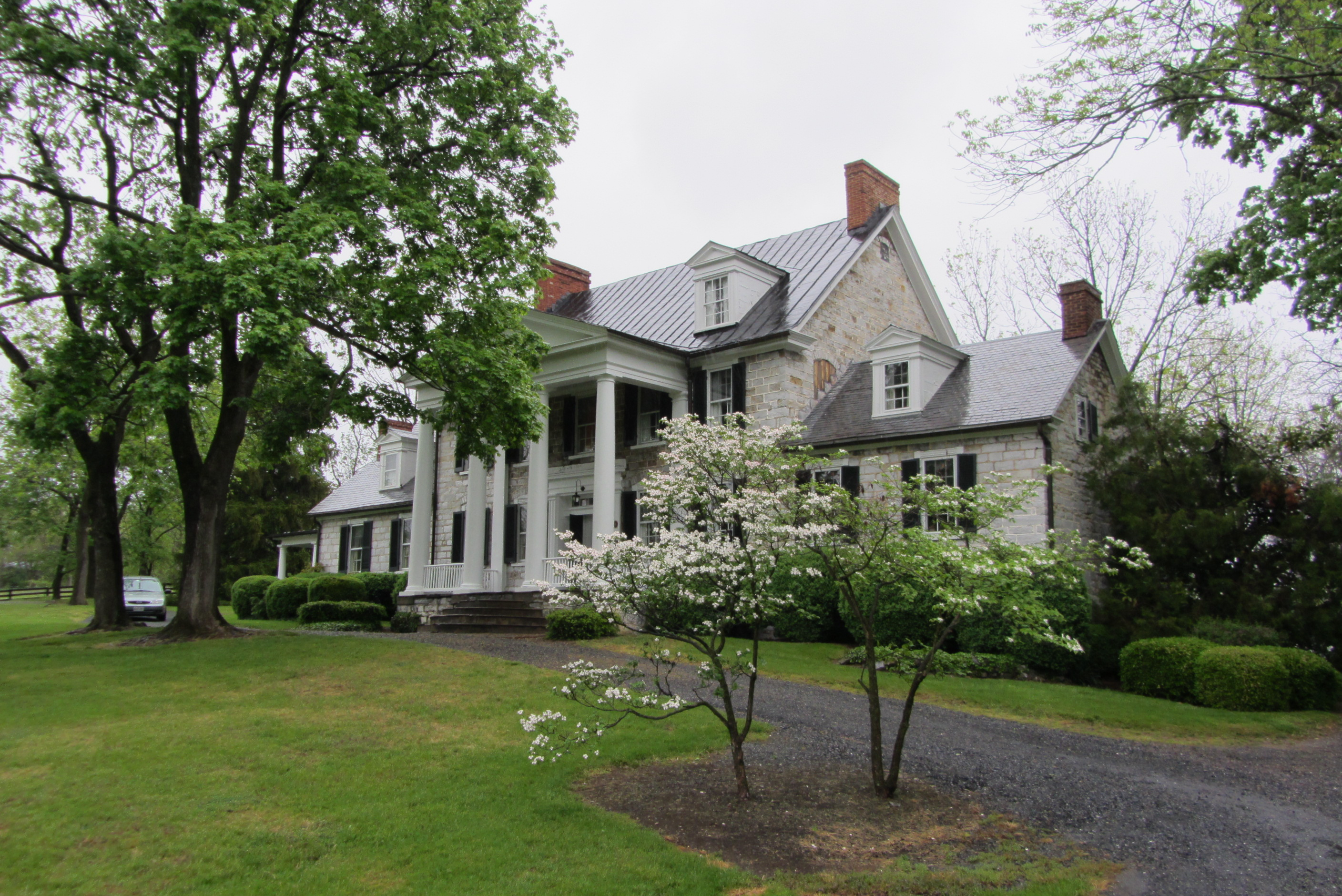
"Springdale", en el condado de Frederick (Virginia), fue construido en 1753 y fue la residencia del coronel John L. Hite. Samuel Mason, de adolescente, robó los caballos del coronel Hite y luego fue perseguido, herido y capturado, pero debido a su corta edad, no fue castigado más.
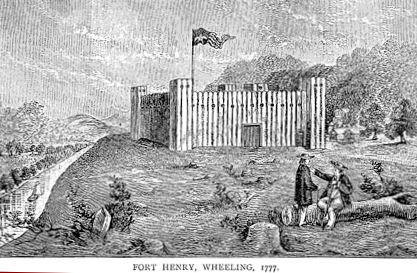
Fort Henry, anteriormente en Pensilvania, ahora Virginia Occidental, en 1777, en ese momento, el capitán Samuel Mason resultó herido y sobrevivió a una emboscada de los nativos americanos. La mayoría de los hombres de la Compañía del Capitán Samuel Mason perecieron durante el ataque.
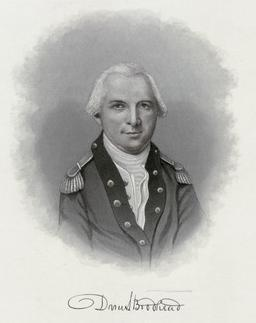
El coronel Daniel Brodhead, en un retrato, quien dirigió una expedición en 1779 en la que el capitán Samuel Mason, mientras estaba en Fort Henry, se unió junto con el 8º Regimiento de Pensilvania del Ejército Continental combinado con las tropas de la milicia de Fort Pitt para destruir las aldeas tribales pro-británicas los seneca, en el nordeste de Pensilvania.
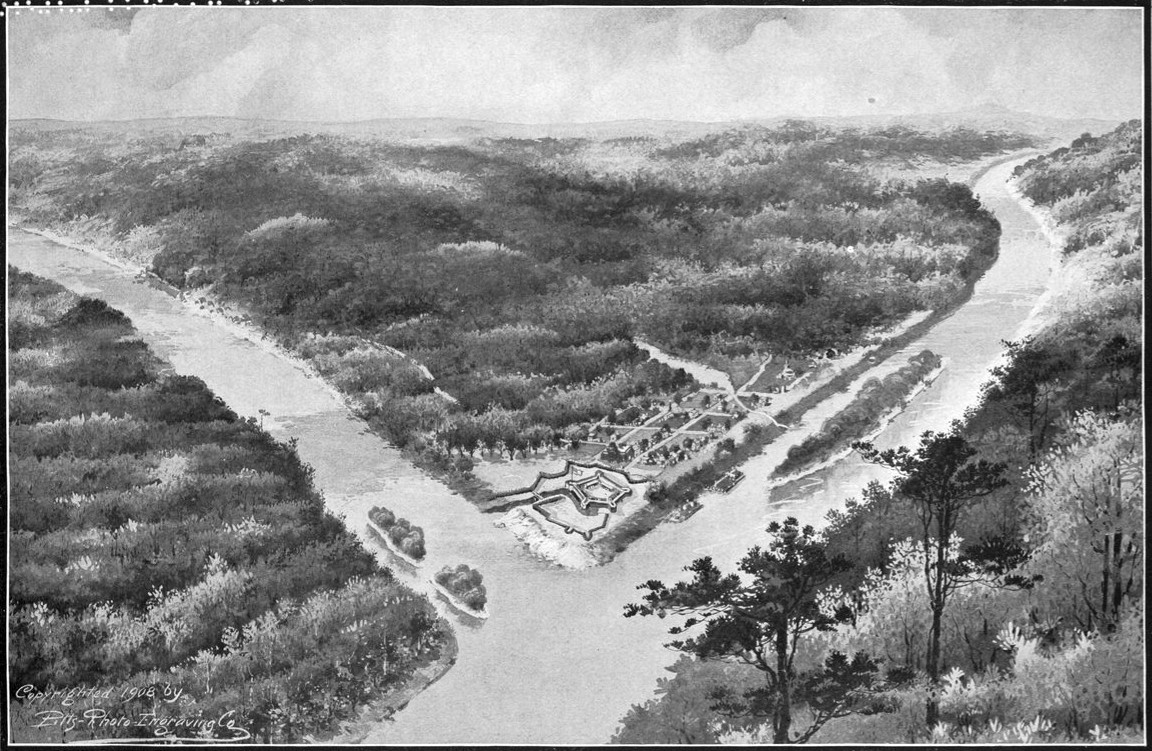
Fort Pitt, Pensilvania, donde en 1779 el Capitán Samuel Mason se unió a la expedición del Coronel Daniel Brodhead contra la tribu pro-británica de los seneca.
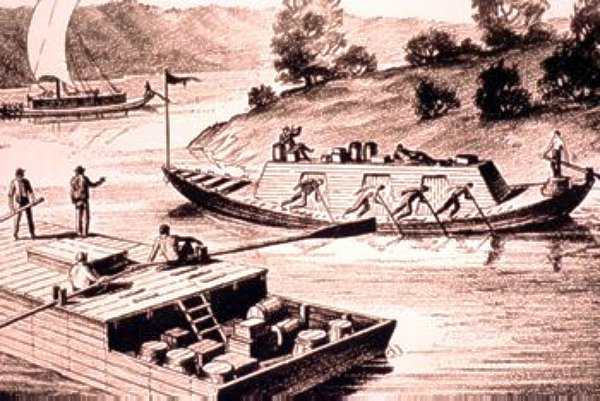
Mientras navegaban por el río Ohio y más tarde por el Mississippi, Samuel Mason y su pandilla de piratas fluviales eligieron botes planos, botes de quilla y balsas como objetivos rentables para atacar debido a la valiosa y abundante carga a bordo.
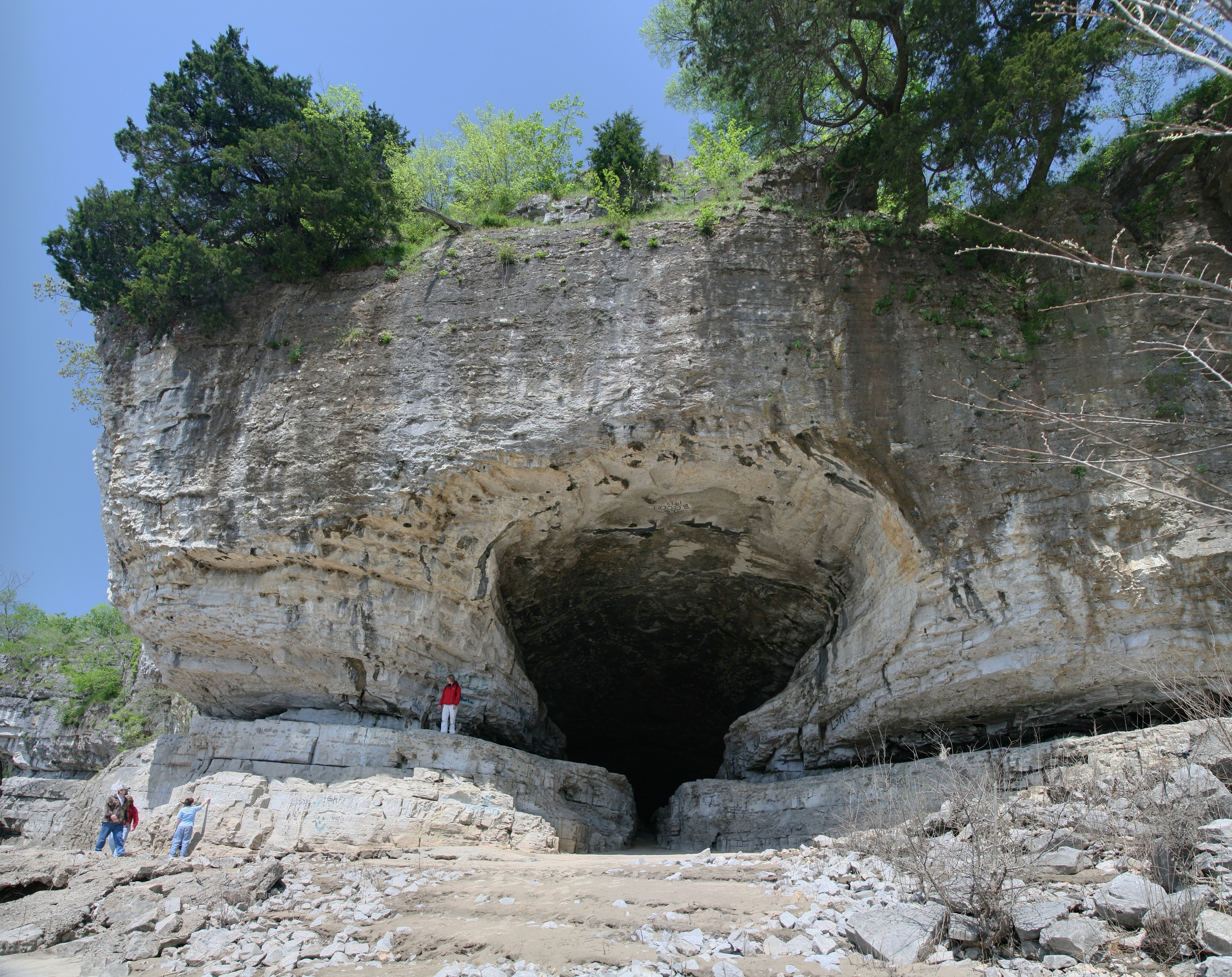
Después de su servicio militar, en la Guerra de Independencia de los Estados Unidos, Samuel Mason lideró una banda de piratas fluviales, de 1797 a 1799, en el río Ohio, en el infame refugio de forajidos de Cave-in-Rock.
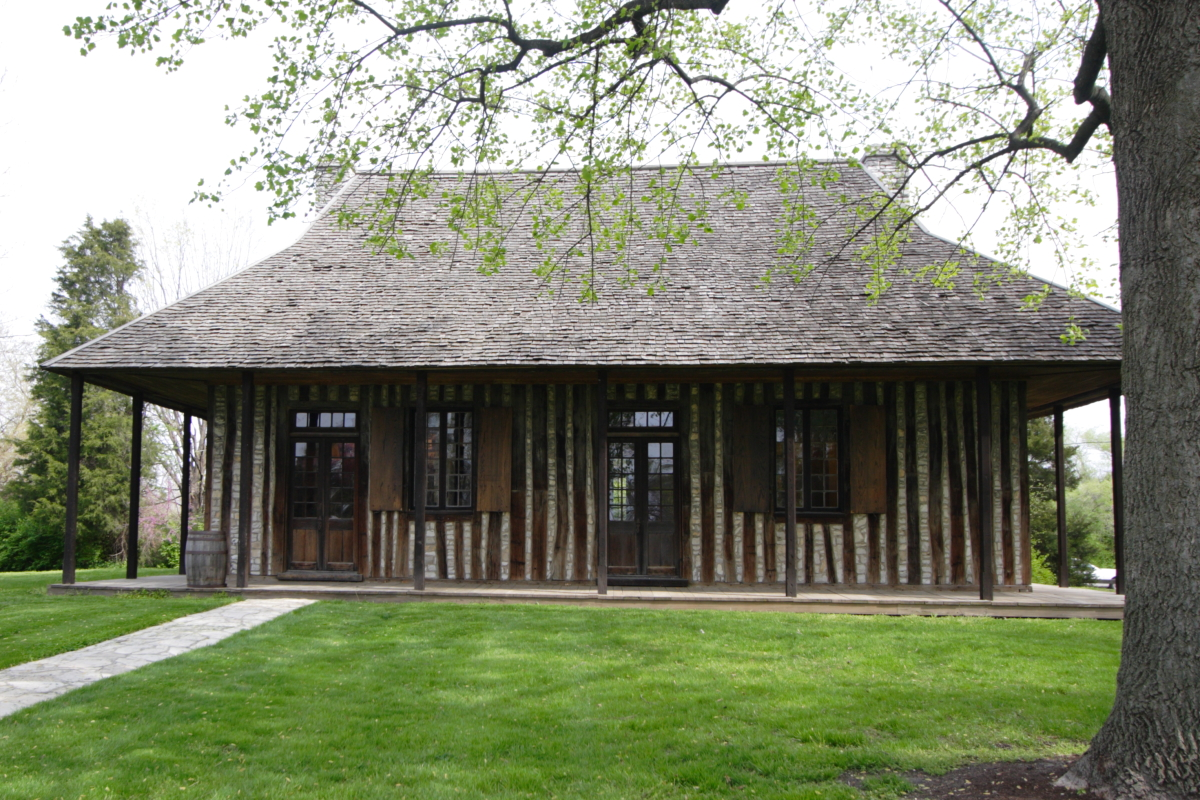
La banda de Samuel Mason fue capturada en 1803 y llevada ante el comandante territorial español, el coronel Robert McCoy, en Nueva Madrid (Alta Luisiana, Nueva España). La sala del tribunal habría sido una estructura pequeña y simple similar al Palacio de Justicia de Old Cahokia en Cahokia, en el País de los Ilinueses (Territorio del Noroeste).
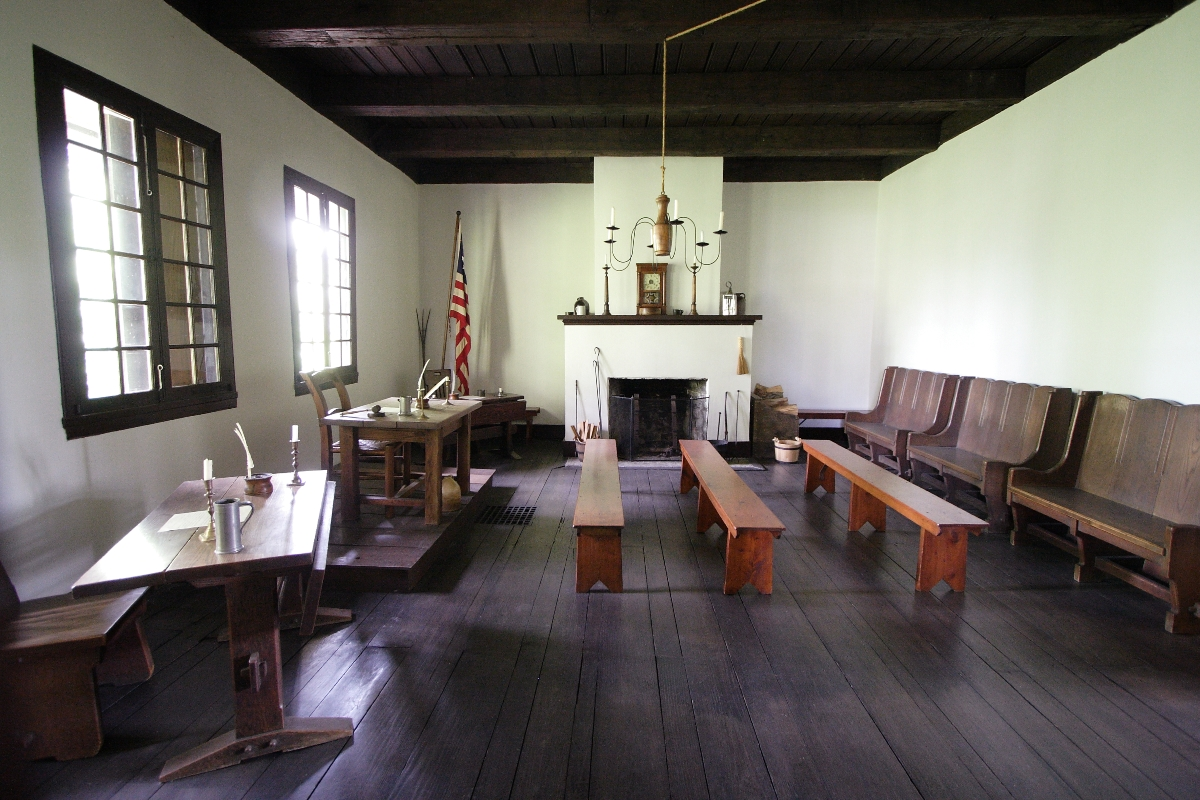
Cuando los miembros de Samuel Mason Gang recibieron audiencia en el tribunal colonial español de Nueva Madrid, la sala del tribunal fronterizo puede no haber sido mucho más grande que el interior de un tribunal típico, como se encontró en el Palacio de Justicia de Old Cahokia.
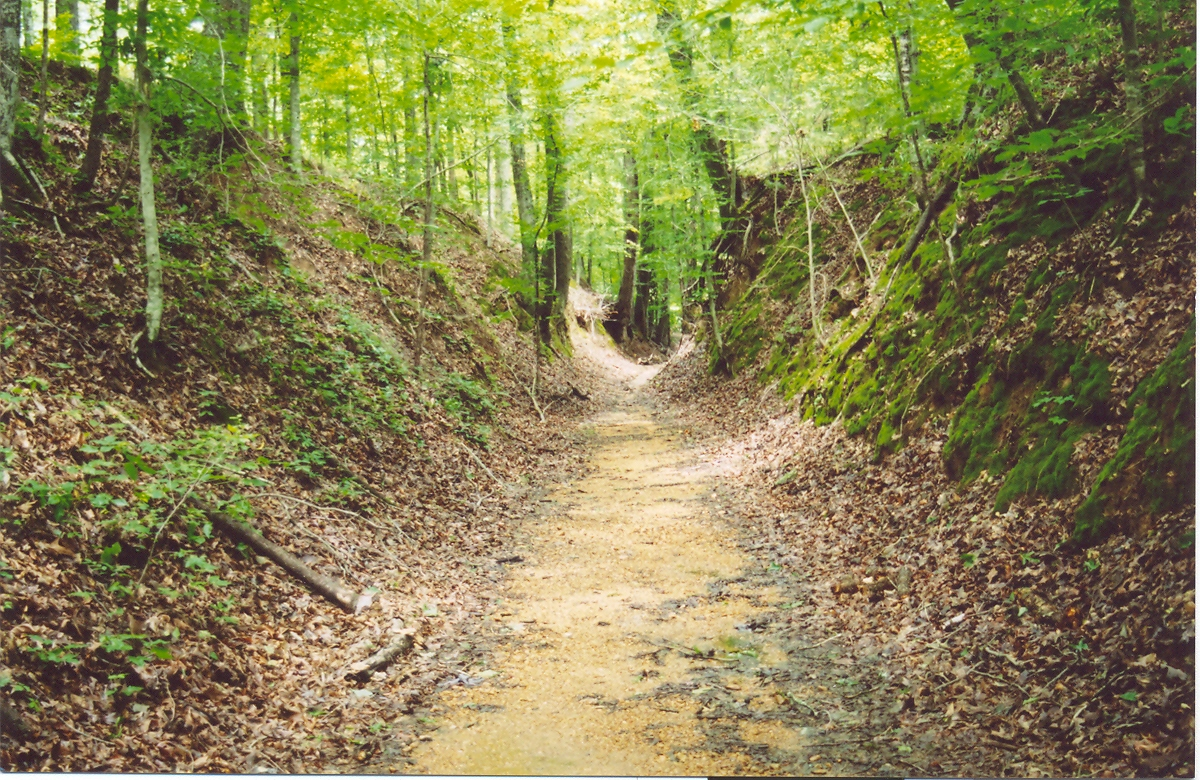
El antiguo camino de "Natchez Trace", donde, entre 1799 y 1803, Samuel Mason y Mason Gang cometieron robos en la carretera y asesinatos contra viajeros indefensos y desprevenidos y fueron denunciados como delitos cometidos por "Mason of the Woods".
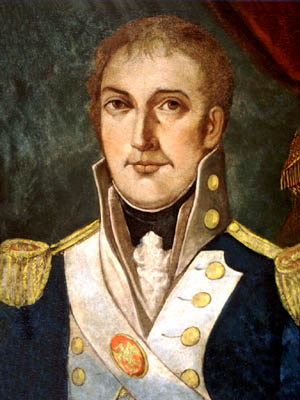
En 1803, el gobernador del antiguo Territorio de Misisipi, William CC Claiborne, ofreció una recompensa de 2000 dólares, una suma de dinero muy elevada en ese momento, por la captura o decapitación de Samuel Mason. Wiley Harpe y Peter Alston trajeron la cabeza de Mason para cobrar la recompensa y fueron identificados y ahorcados.

## Similitudes de Samuel Mason y la Mason Gang con otras bandas criminales
Desde la década de 1790 hasta 1833, el también pirata James Ford llevó una doble vida mientras vivía en Ford's Ferry, Kentucky, como juez de paz y líder de una pandilla de salteadores de caminos y piratas fluviales en el río Ohio. De 1863 a 1864, Henry Plummer fue el sheriff electo de la ciudad de la fiebre del oro, Bannack, Montana, en el territorio de Idaho; más tarde el mismo fue acusado de ser el líder de una pandilla de forajidos, los Inocentes, que robaron envíos de oro de Bannick, por lo que fue ahorcado.

## En la cultura popular
En la serie de televisión de Walt Disney de 1956 Davy Crockett and the River Pirates, el actor estadounidense Mort Mills, que aparece junto a los hermanos Harpe, interpreta una versión hollywoodiense de Samuel Mason.
En la película épica occidental de John Ford de 1962 La conquista del Oeste, Walter Brennan retrata a un forajido fronterizo al estilo de Samuel Mason, líder de una banda de piratas fluviales, como el personaje ficticio del coronel Jeb Hawkins, que alude al histórico Cave- En Roca.